# Villanueva de Perales
Villanueva de Perales – miejscowość w Hiszpanii we wspólnocie autonomicznej Madryt. Liczy niespełna 1 400 mieszkańców. Znajduje się tu 1 przedszkole publiczne i szkoła podstawowa. Gmina ma tylko jedną linię autobusową obsługiwaną przez Arriva Madrid, ale nie komunikuje się z Madrytem. 